# Kil (comune)
Kil è un comune svedese di 11 689 abitanti, situato nella contea di Värmland. Il suo capoluogo è la cittadina omonima.

## Località
Nel territorio comunale sono comprese le seguenti aree urbane (tätort):
- Fagerås
- Högboda
- Kil

## Amministrazione

### Gemellaggi
- Laihia
- Skuodas
- Svinninge
- Trysil